# 100% Redress
100% Redress (irisch Cúiteamh 100%, deutsch: „100 prozentige Wiedergutmachung“) ist eine irische Partei. Sie ist seit 2024 im irischen Parlament (Dáil Éireann) vertreten.

## Geschichte
Die Partei wurde 2023 in der Grafschaft Donegal gegründet. Die sog. Donegal Mica Action Group (Mica ist die englische Bezeichnung für Glimmer) hatte vorgeschlagen, eine politische Partei zu gründen, um diejenigen Hausbesitzer zu vertreten, die durch den verunreinigten Beton geschädigt worden waren. Tatsächlich ist die Ursache wohl die Verunreinigung mit Pyrrhotin.
Das erklärte Hauptziel der Partei ist es, für die Hausbesitzer 100 % der Kosten für den Wiederaufbau von Häusern und Gebäuden durch den irischen Staat aufbringen zu lassen. Mittlerweile sind auch weitere Themen in das Parteiprogramm eingeflossen.
Die Gruppe trat 2024 mit sechs Kandidaten bei den Kommunalwahlen in Donegal an. Sie erreichte vier Mandate. 
Bei den Wahlen zum Dáil Éireann 2024 gelang es dem Kandidaten Charles Ward, einen Sitz im Dáil für den Wahlkreis Donegal zu erringen.

## Wahlergebnisse
| Jahr | Wahl                   | Stimmenanteil | Sitze |
| ---- | ---------------------- | ------------- | ----- |
| 2024 | Donegal County Council | 9,65 %        | 4/37  |
| 2024 | Dáil Éireann 2024      | 0,31 %        | 1/174 |